# Рафальський Ярослав Ярославович
Яросла́в Яросла́вович Рафа́льський (нар. 16 липня 1992, Київ, Україна) — український футболіст, захисник.

## Клубна кар'єра
Вихованець київського РВУФК. У ДЮФЛУ виступав за київські ФК «Відрадний» та РВУФК. Влітку 2009 року потрапив у дубль дніпровського «Дніпра», який виступав у молодіжній першості України. За два роки, проведені в дублі, зіграв 16 матчів.
Впродовж 2012—2013 років виступав у друголіговій «Жемчужині» (Ялта) та першоліговому «Арсеналі» (Біла Церква). В 2013 році перейшов в «Гірник-Спорт» з міста Комсомольськ, який по завершенню сезону став чемпіоном другої ліги України. У тому ж сезоні встиг провести ще одну гру за криворізький «Гірник».
Сезон 2014/15 провів в «Енергії» (Нова Каховка), за яку відзначився 5 забитими м'ячами в 24 матчах. Влітку 2015 року перебрався до чернівецької «Буковини». У міжсезонні за обопільною згодою сторін припинив співпрацю з чернівецькою командою.
У лютому 2016 року став гравцем рівненського «Вереса», а 26 березня на зборах команди його було обрано капітаном команди. В матчі 19-го туру чемпіонату України серед команд Другої ліги між «Вересом» і «Енергією» Ярослав отримав серйозну травму, і для продовження футбольної кар'єри Ярославу було потрібне тривале лікування, спостереження та реабілітація.
У липні 2016 року за обопільною згодою сторін припинив співпрацю з «Вересом», хоч при цьому тренерський штаб був готовий дати гравцеві ще півроку до повної реабілітації, проте сам Ярослав вирішив покинути команду. Того ж місяця став гравцем футбольного клубу «Мир» (Горностаївка), в якому провів 1,5 сезона та зіграв 48 матчів в усіх турнірах.
На початку лютого 2018 року підписав контракт із першоліговим клубом «Суми». Дебютував за сум'ян 26 березня того ж року в матчі першої ліги України проти харківського «Геліосу», а 6 квітня в матчі проти ФК «Полтави» відзначився дебютним голом. На початку вересня 2018 року як вільний агент знову став гравцем рівненського «Вереса», підписавши контракт на один рік. По завершенню сезону трудові відносини не були продовженні, і Ярослав покинув клуб.

## Досягнення
- Переможець Другої ліги України: 2013/14 (перша частина сезону)
- Срібний призер Другої ліги України: 2015/16
- Найкращий захисник Відкритого кубку Федерації футболу АР Крим: 2017

## Статистика
| Клуб                            | Ліга         | Сезон   | Чемпіонат | Чемпіонат | Кубок | Кубок | Дубль | Дубль |
| Клуб                            | Ліга         | Сезон   | Ігри      | Голи      | Ігри  | Голи  | Ігри  | Голи  |
| ------------------------------- | ------------ | ------- | --------- | --------- | ----- | ----- | ----- | ----- |
| «Дніпро» (Дніпро)               | Прем'єр-ліга | 2009/10 |           |           |       |       | 15    | 0     |
| «Дніпро» (Дніпро)               | Прем'єр-ліга | 2010/11 |           |           |       |       | 1     | 0     |
| «Жемчужина» (Ялта)              | Друга ліга   | 2012/13 | 16        | 0         | 3     | 0     |       |       |
| «Арсенал» (Біла Церква)         | Перша ліга   | 2012/13 | 11        | 1         |       |       |       |       |
| «Гірник-спорт» (Горішні Плавні) | Друга ліга   | 2013/14 | 16        | 1         |       |       |       |       |
| «Гірник» (Кривий Ріг)           | Друга ліга   | 2013/14 | 1         | 0         |       |       |       |       |
| «Енергія» (Нова Каховка)        | Друга ліга   | 2014/15 | 24        | 5         | 1     | 0     |       |       |
| «Буковина» (Чернівці)           | Друга ліга   | 2015/16 | 15        | 0         | 1     | 0     |       |       |
| «Верес» (Рівне)                 | Друга ліга   | 2015/16 | 4         | 0         |       |       |       |       |
| «Мир» (Горностаївка)            | Друга ліга   | 2016/17 | 29        | 0         | 2     | 0     |       |       |
| «Мир» (Горностаївка)            | Друга ліга   | 2017/18 | 17        | 1         |       |       |       |       |
| «Суми» (Суми)                   | Перша ліга   | 2017/18 | 10        | 1         |       |       |       |       |
| «Суми» (Суми)                   | Перша ліга   | 2018/19 | 7         | 1         |       |       |       |       |
| «Верес» (Рівне)                 | Друга ліга   | 2018/19 | 18        | 2         |       |       |       |       |

## Особисте життя
Має брата Антона, який також є професійним футболістом.